# Лозновское сельское поселение (Ростовская область)
Лозновское сельское поселение — муниципальное образование в Цимлянском районе Ростовской области. 
Административный центр поселения — хутор Лозной.

## Административное устройство
В состав Лозновского сельского поселения входят:
- хутор Лозной (1680 жителей);
- станица Камышевская (965 жителей);
- хутор Карпов (180 жителей);
- станица Лозновская (620 жителей);
- хутор Ломовцев (96 жителей);
- хутор Рынок-Каргальский (36 жителей);
- посёлок Синий Курган (170 жителей);
- посёлок Сосенки (560 жителей).

## Население
| 2010  | 2012  | 2013  | 2014  | 2015  | 2016  | 2017  |
| ----- | ----- | ----- | ----- | ----- | ----- | ----- |
| 3976  | ↘3960 | ↗3967 | ↗3974 | ↗3992 | ↘3961 | ↘3912 |
| 2018  | 2019  | 2020  | 2021  |       |       |       |
| ↘3873 | ↘3818 | ↘3774 | ↘3717 |       |       |       |